# إف. ر. سكوت
إف. ر. سكوت هو محامي وشاعر وسياسي كندي، ولد في 1 أغسطس 1899 في مدينة كيبك في كندا، وتوفي في 30 يناير 1985 في مونتريال في كندا. انتخب مستشار الملك.

## وصلات خارجية
- إف. ر. سكوت على موقع الموسوعة البريطانية (الإنجليزية)
- إف. ر. سكوت على موقع ميوزك برينز (الإنجليزية)